# Onirisme (psychiatrie)
Pour les articles homonymes, voir Onirisme.
En médecine et psychiatrie, l'onirisme est une activité mentale pathologique, faite de visions de scènes animées semblables au rêve. L'onirisme entre alors dans le cadre des hallucinations visuelles, souvent associées à des états de confusion mentale.

## Historique
L'école française de neuropsychiatrie du XIXe siècle est à l'origine de l'utilisation du terme onirisme (du grec oneiros ou rêve). En 1881, Charles Lasègue est le premier à rapprocher le délire des alcooliques à un rêve éveillé, dans une étude intitulée Le délire alcoolique n'est pas un délire mais un rêve. Par la suite, Philippe Chaslin montre l'association fréquente de ces délires de rêve à la confusion mentale, soulignant à la fois l'interdépendance, mais aussi l'autonomie possible de chacun de ces deux états, dans Du rôle du rêve dans l'évolution du délire (1889),.

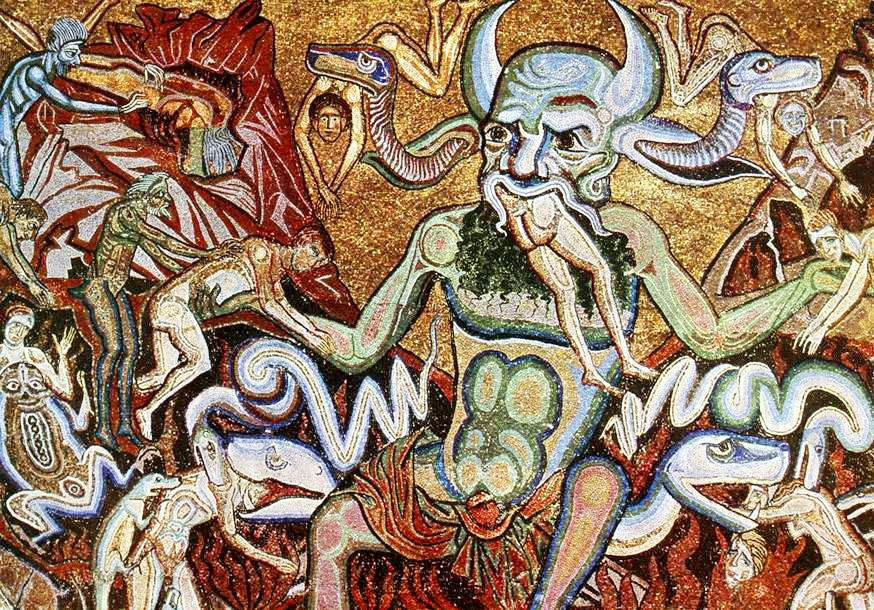
L'enfer, de Coppo di Marcovaldo (1225-1276), mosaïque du Baptistère Saint-Jean de Florence.

À partir de 1895, Emmanuel Régis (1855-1918) réalise une vaste synthèse de ce qu'il appelle le délire onirique. Sa première étude s'intitule Des hallucinations oniriques chez les dégénérés mystiques (1895). Elle est suivie par d'autres publications où il montre que le délire onirique a un double aspect : délirant et confus, que l'un peut dominer l'autre selon les cas. Il emploie indifféremment les termes d'onirisme, de confusion mentale, et de délire onirique. Enfin, dans Le délire onirique des intoxications et des infections (1900), il relie ces états aigus à leurs causes : il s'agit presque toujours soit d'une origine toxique, soit d'une origine infectieuse,.
Ce faisant, le parallèle entre délire et rêve n'est pas né au XIXe siècle, il est inscrit dans l'étymologie du mot rêver dont le sens médiéval était « errer, divaguer, radoter, délirer ». Le songe et la folie ont toujours eu partie liée.
Au cours du XXe siècle, plusieurs auteurs s'attachent à distinguer les diverses variétés d'hallucinations, les hallucinoses, l'automatisme mental, et l'onirisme. Il s'agit essentiellement d'un travail clinique, c'est-à-dire d'une étude des symptômes (approche phénoménale) tentant de saisir si des regroupements particuliers de symptômes ont une valeur diagnostique (conduisant à une pathologie causale). Ces principaux auteurs sont Jean Lhermitte Les hallucinations (1951) et Henri Ey Traité des hallucinations (1973).
Au début du XXIe siècle, l'onirisme ou le délire onirique n'est qu'un ensemble particulier de symptômes, un état particulier à la croisée de l'hallucination et de la confusion plus souvent appelé syndrome confuso-onirique. Il n'est donc qu'une étape provisoire vers un autre diagnostic plus précis. Il ne se trouve pas classé en tant que tel dans la classification internationale des maladies ; l'onirisme amène en général aux troubles mentaux et du comportement liés à l'utilisation de substances psycho-actives (ces troubles étant classés par substance). Lorsqu'il s'associe à un état confusionnel, il entre aussi dans le cadre des « delirium » (délires aigus dans les pays anglophones).

## Description clinique
L'onirisme est un état aigu (installation rapide avec évolution fluctuante) correspondant à une expérience de rêve (plus exactement de cauchemar) vécue à l'état de veille. Il augmente d'intensité avec la tombée du jour et l'obscurité.

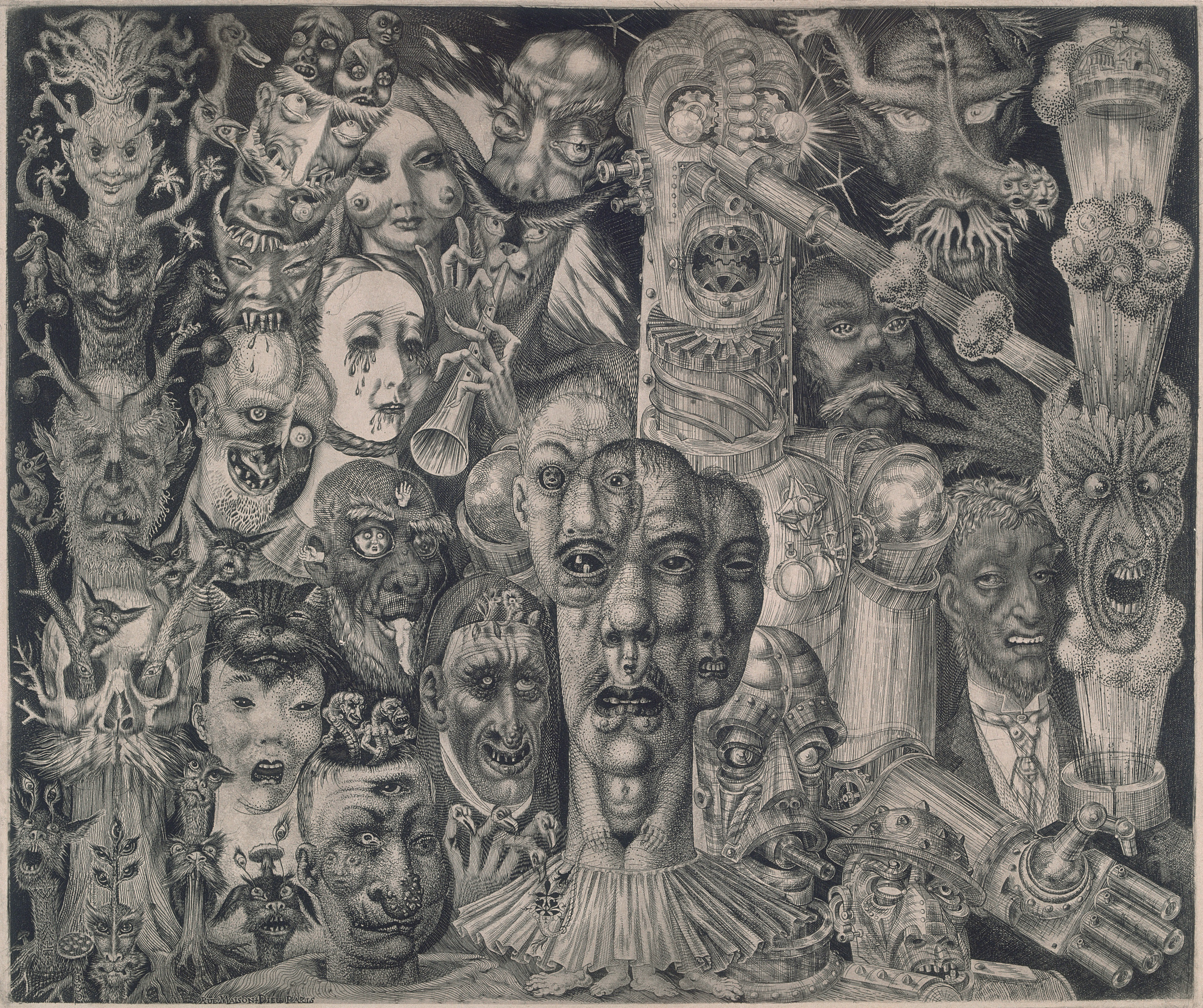
L'enfer (1932), gravure d'Eduard Wiiralt (1898-1954).

Il se caractérise surtout par des hallucinations et des illusions visuelles menaçantes (visages, animaux, monstres…) dans une atmosphère pénible ou anxieuse. Il s'agit de scènes colorées et animées où le sujet participe. Ces hallucinations peuvent être aussi auditives ou tactiles, ou impliquer plusieurs sens à la fois (les mots ont des couleurs, les sons ont des odeurs…), de façon multiforme, désordonnée et changeante.
L'onirisme se présente comme un délire animé, il est vécu et agi comme en pleine lucidité, le sujet vit et joue son propre cauchemar en y adhérant totalement. Son rapport au monde est bouleversé, mais il garde une certaine continuité avec le monde extérieur. Ses visions sont le plus souvent en rapport avec ses activités habituelles ou des évènements récents qui l'ont marqué. Le sujet reste suggestible, on peut le rappeler au monde réel, mais pour un instant seulement.
Un patient de Valentin Magnan (1835-1916) est resté un exemple classique, car sa crise onirique reproduisait une fable de La Fontaine, celle du chartier embourbé : « Ce patient vivait une scène de son métier, où non seulement il avait l’impression que son charroi s’était pris dans la boue, mais encore il mimait le travail de celui qui tente de dégager une roue, et il demandait de l’aide ».
L'onirisme peut induire des passages à l'acte. L'anxiété peut aller jusqu'à la terreur avec des réactions de fuite, voire de défenestration, ou encore manifestations agressives contre soi-même ou contre autrui,.
Lorsque l'onirisme est associé à une confusion mentale, c'est le syndrome confuso-onirique, qui représente près de la moitié des cas de syndromes confusionnels.

## Évolution
Le délire onirique s'installe rapidement (habituellement en quelques heures), il est changeant et fluctuant selon le moment de la journée, et il s'apaise progressivement. Lorsque le sujet retourne complètement au réel, il ne se souvient pas de ce qu'il a vécu. Des parties de ses rêves peuvent persister sous la forme d'idées fixes, posant un problème de distinction avec les délires chroniques systématisés.

## Causes

### Toxiques

#### Alcool

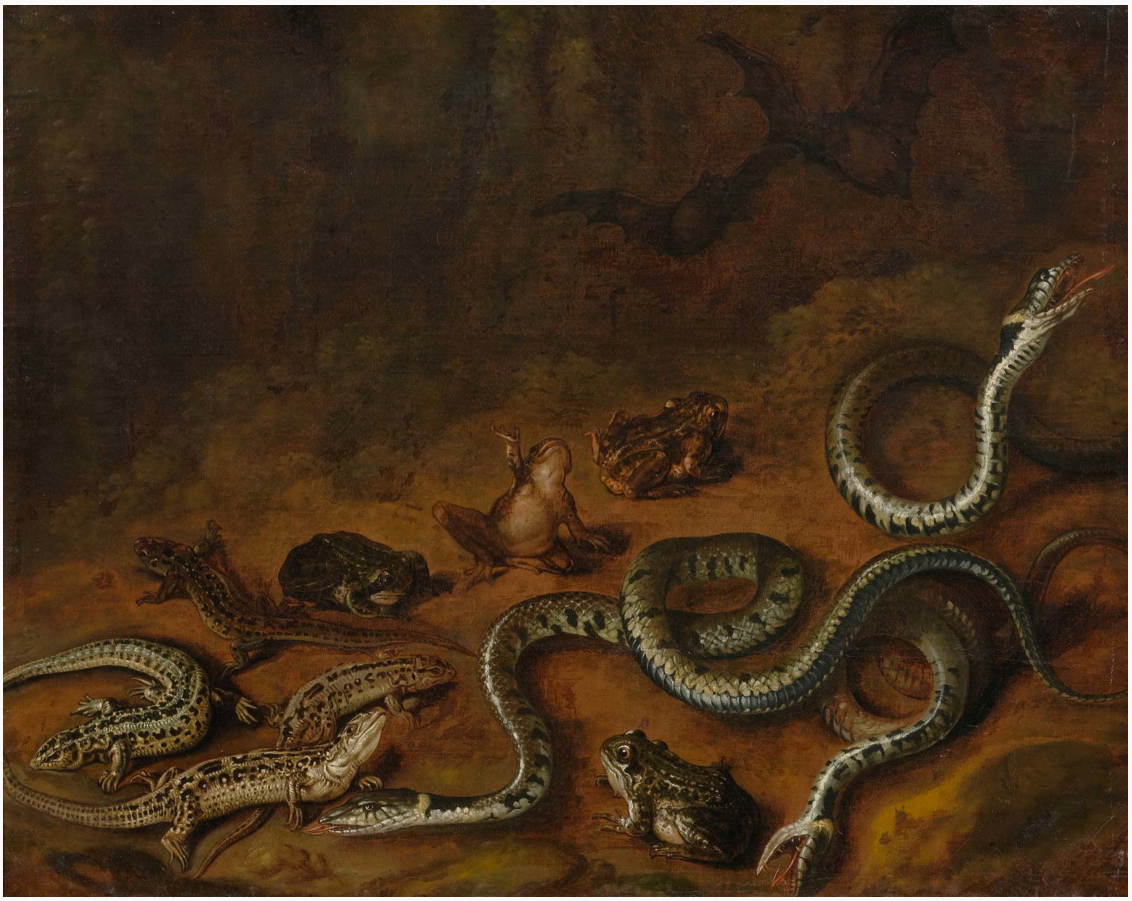
Serpents et grenouilles, de Christian Luycks XVIIe siècle.

C'est historiquement la première cause toxique étudiée et elle reste très répandue. Ce peut être par intoxication aiguë (ivresse) qui peut se manifester sous la forme dite ivresse hallucinatoire. Il s'agit d'une agitation avec une distorsion cauchemardesque de la réalité (illusions visuelles) qui peut aller jusqu'à des hallucinations visuelles terrifiantes.
Le syndrome de sevrage est d'installation progressive, il débute par des troubles mineurs (tremblement des doigts) jusqu'au delirium tremens. Il se caractérise par des hallucinations surtout visuelles dites « zoopsiques » (visions terrifiantes d'animaux tels que rats, serpents, araignées…) et tactiles (les animaux rampent sur ou sous la peau). Ce tableau se distingue aussi du précédent par une plus grande importance de troubles végétatifs tels que sueurs, fièvre, nausées, déshydratation,…

#### Autres toxiques
L'onirisme serait le plus marqué lors des intoxications par hallucinogènes (tels que LSD, mescaline, psilocybine…) et par amphétamines (DOB, DOM…).

### Infectieuses
Un onirisme infectieux pouvait se voir lors de complications neurologiques des maladies infectieuses, dont beaucoup ont été réduites ou prévenues au cours du XXe siècle. Ces états peuvent encore survenir lors d'infections du système nerveux central (méningite, encéphalite…), lors du sepsis (infection généralisée grave), ou encore chez la personne âgée (infection urinaire ou pulmonaire, par exemple).
Avant l'ère des antibiotiques, les maladies évoluant spontanément et le plus souvent vers ce type de complications sont ou étaient : la fièvre typhoïde, le typhus exanthématique, la diphtérie, le neuropaludisme, la neurosyphilis…

### Autres causes
Elles sont très variées et correspondent à des affections médicales : endocriniennes ou métaboliques, neurologiques (certaines formes d'épilepsie, traumatisme crânien…). Sinon, il peut s'agir d'extase mystique, de réaction aiguë au stress, etc. relevant alors d'un processus psychologique de dissolution ou de dissociation.

## États frontières
Il n'y a pas de réel consensus sur la définition exacte et les limites de l'onirisme. Dans la démarche d'un diagnostic différentiel, l'onirisme se distingue plus ou moins franchement des états suivants :
- rêverie.
- délire d'imagination (de Ernest Dupré), fabulation ou mythomanie.
- hallucinations hypnagogiques (lors de l'endormissement) et hypnopompiques (lors du réveil). Voir sommeil et narcolepsie.
- syndrome de Charles Bonnet.
- hallucinose.
- état oniroïde ou crépusculaire.

En principe, l'onirisme se distingue par son caractère aigu (crise onirique), les troubles de la conscience et de la vigilance, l'importance des hallucinations visuelles, l'adhésion à la situation (pas de recul critique), l'absence d'interprétation ou d'influence (le sujet vit et joue son délire hallucinatoire, sans donner d'explication délirante).